# 奧布朗鎮區 (伊利諾伊州克勞福德縣)
奧布朗鎮區（英語：Oblong Township）是位於美國伊利諾伊州克勞福德縣的一個行政鎮區。

## 地方資料
根據2010年美國人口普查的數據，奧布朗鎮區的面積為148.70平方千米，當中陸地面積為148.60平方千米，而水域面積為0.10平方千米。當地共有人口2711人，而人口密度為每平方千米18.23人。